# Omagiul Prusac

Blazonul de pe drapelul Ducatului Prusia. Litera S pe piept (de la Sigismund) și coroana în jurul gâtului simbolizează vasalitatea față de Regatul Poloniei.

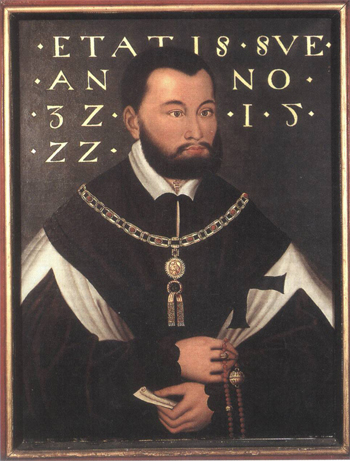
Albert I al Prusiei

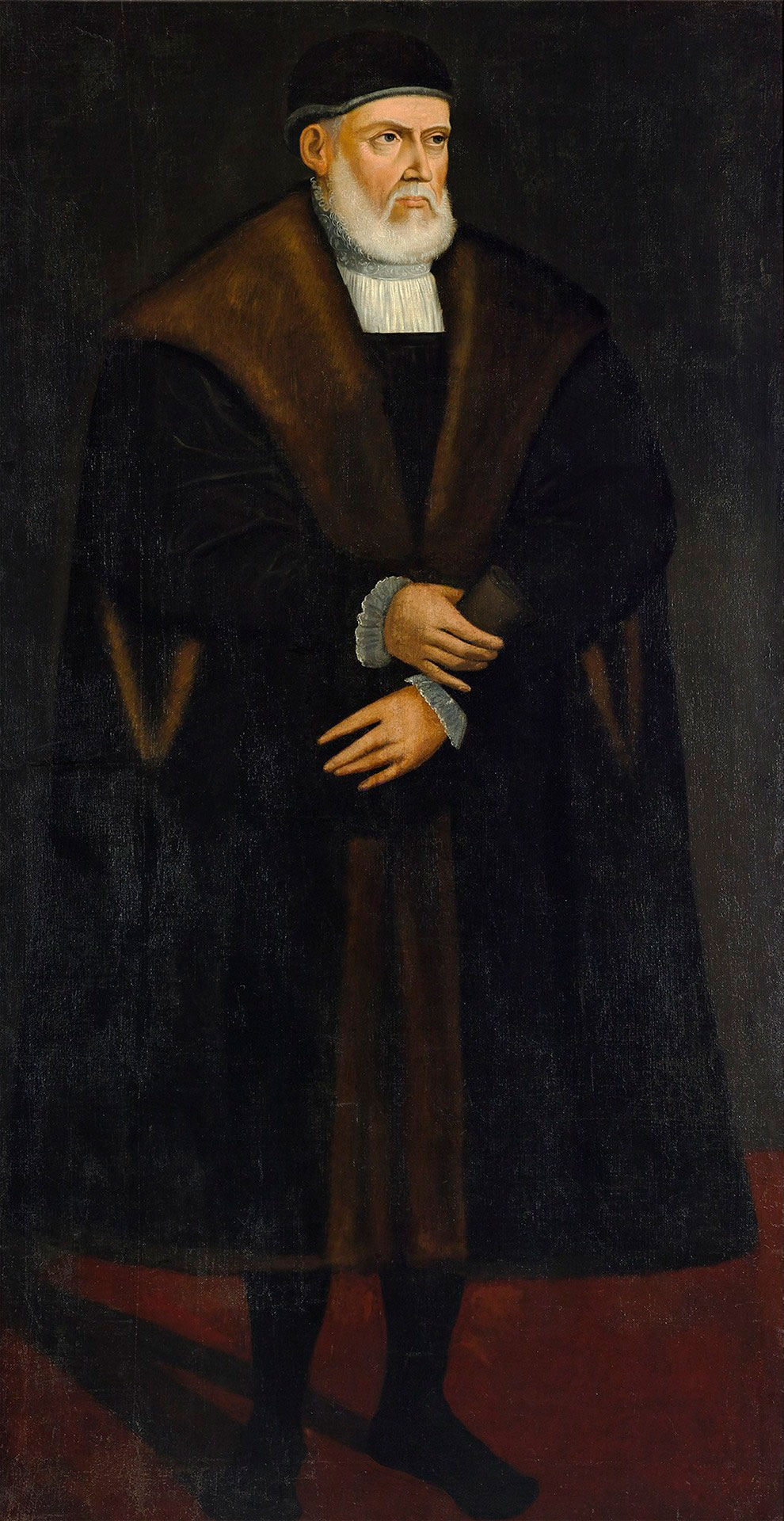
Sigismund I al Poloniei

Omagiul Prusac sau Tribut (în poloneză hołd pruski), (în germană Preußische Huldigung) a fost învestirea formală a lui Albert I al Prusiei ca duce al Poloniei, Ducatul Prusiei fiind feudă a regelui și coroanei Polone. 
În urma armistițiului încheiat după Războiul polono-teutonic (1519–1521), Albert, Mare Maestru al Cavalerilor Teutoni și  membru al Casei de Hohenzollern, l-a vizitat Martin Luther în Wittenberg și curând după aceea a devenit simpatizant al protestantismului. Pe 10 aprilie 1525, la două zile după semnarea Tratatului de la Cracovia care a încheiat în mod oficial Războiul polono-teutonic (1519–1521), Albert a demisionat din funcția de Mare Maestru al Cavalerilor Teutoni și a primit titlul de „Duce al Prusiei” de la Sigismund I al Poloniei, în Piața Centrală din Cracovia, capitala poloneză. 
Prin înțelegerea încheiată, parțial mediată de Martin Luther, Ducatul Prusiei a devenit primul stat protestant, anticipând Pacea de la Augsburg din 1555. Învestitura Ducatului Prusiei ca fief protestant a însemnat un pas pozitiv pentru Polonia din motive strategice deoarece ca fief catolic al Ordinului teuton, acesta era în mod oficial supus împăratului Sfântului Imperiu Roman și Papalității.
Ca simbol al vasalității, Albert a primit de la regele Poloniei un drapel cu blazonul prusac. Vulturul negru prusac de pe blazon purta pe piept litera S (de la Sigismundus) și o coroană în jurul gâtului ca simbol al supunerii față de Polonia.